# Saint-Maurice-la-Souterraine
Saint-Maurice-la-Souterraine – miejscowość i gmina we Francji, w regionie Nowa Akwitania, w departamencie Creuse.
Według danych na rok 1990 gminę zamieszkiwało 1089 osób, a gęstość zaludnienia wynosiła 27 osób/km² (wśród 747 gmin Limousin Saint-Maurice-la-Souterraine plasuje się na 110. miejscu pod względem liczby ludności, natomiast pod względem powierzchni na miejscu 75.).